# Leontiasi
La leontiasi è una rara condizione medica che causa una grave deformazione del volto. Il nome della malattia deriva da "leone" a causa della forma felina assunta dal cranio.

## Eziologia
La deformazione è dovuta a ipertrofia ossea. Questa condizione si manifesta in corso di malattie quali la malattia di Paget, l'iperparatiroidismo e l'osteodistrofia renale. Non va confusa con la facies leonina, tipica della lebbra e dovuta a noduli sottocutanei.

## Casi celebri
Si tratta della deformazione che ha afflitto Roy Lee Dennis. Dalla storia di Roy è stato tratto il film drammatico Dietro la maschera di Peter Bogdanovich. Forse anche la storia di Joseph Merrick, narrata nel film biografico The Elephant Man di David Lynch, è basata su questa malattia, ma secondo altri nel caso di Merrick si trattava della sindrome di Proteo.